# Phanias
Phanias is een geslacht van spinnen uit de familie springspinnen (Salticidae).

## Soorten
De volgende soorten zijn bij het geslacht ingedeeld:
- Phanias albeolus (Chamberlin & Ivie, 1941)
- Phanias concoloratus (Chamberlin & Gertsch, 1930)
- Phanias distans Banks, 1924
- Phanias dominatus (Chamberlin & Ivie, 1941)
- Phanias flavostriatus F. O. P.-Cambridge, 1901
- Phanias furcifer (Gertsch, 1936)
- Phanias furcillatus (F. O. P.-Cambridge, 1901)
- Phanias harfordi (Peckham & Peckham, 1888)
- Phanias monticola (Banks, 1895)
- Phanias neomexicanus (Banks, 1901)
- Phanias salvadorensis Kraus, 1955
- Phanias watonus (Chamberlin & Ivie, 1941)